# دنيس مالون كارتر
دنيس مالون كارتر (بالإنجليزية: Dennis Malone Carter)‏ هو رسام أمريكي، ولد في 1827 في جزيرة أيرلندا في المملكة المتحدة، وتوفي في 6 يوليو 1881 في نيويورك في الولايات المتحدة.